# Булбоака (Аненій-Нойський район)
Булбоака (рум. Bulboaca) — село в Аненій-Нойському районі Молдови. Утворює окрему комуну.

## Географія
Село розташоване на березі річки Бич між селами Гирбовец, Рошкань на висоті 39 метрів над рівнем моря та за 41 км від столиці Кишинів.

## Історія
Перша згадка про село відноситься до 1741 року. Село розташовувалося на обох берегах річки Бик і однойменного озера, яке нині набагато менше за колишні розміри. Тут же проходив поштовий тракт, який з'єднує Бендери з містом Кишинів. 
Перший дерев'яний храм збудовано у 1797 році.
У 1871 році в селі була побудована залізнична станція на щойно відкритому шляху Кишинів - Тирасполь.
Протягом XVIII століття село було під господарями родини генерала Катаржі, але вже у XIX столітті село стає державним (казенним). Землями у окрузі володіють поміщики Леонард, Яновський, Мімі, Василевський.
З 1901 року Бульбоака є центром виноробства.
До 1950 Бульбоака була адміністративним центром Новоаненського (Бульбокського) району. 
2011 року село святкувало своє 300-річчя. Бульбоака – одне з небагатьох сіл у Молдові, де є багатоповерхові багатоквартирні будинки.
1 червня 2023 року Молдова прийняла в Бульбоаці в замку Мімі другий саміт Європейського політичного співтовариства (EPC).

## Населення
За даними перепису населення 2004 року у селі проживали 5095 осіб.
Національний склад населення села:
| Національність       | Кількість осіб | Відсоток   |
| -------------------- | -------------- | ---------- |
| молдавани румуни     | 4437 83        | 87,1% 1,6% |
| росіяни              | 297            | 5,8%       |
| українці             | 199            | 3,9%       |
| болгари              | 29             | 0,6%       |
| гагаузи              | 12             | 0,2%       |
| поляки               | 6              | 0,1%       |
| цигани               | 5              | 0,1%       |
| євреї                | 1              | < 0,1%     |
| інша / без відповіді | 26             | 0,5%       |
| Всього               | 5095           | 100%       |

## Природно-заповідний фонд
Біля села розташовано Гирбовецький ліс.